# Anatoli Artsebarski
Anatoli Pavlovitch Artsebarski (en russe : Анатолий Павлович Арцебарский) est un cosmonaute soviétique, né le 9 septembre 1956 à Prossiana, dans l'oblast de Dnipropetrovsk, en RSS d'Ukraine (Union soviétique).

## Vol réalisé
Il réalise un unique vol, en tant que commandant de la mission Soyouz TM-12 (lancée le 18 mai 1991), durant laquelle il séjourne plus de 144 jours à bord de la station Mir, en tant que membre de l'expédition Mir EO-9. Il revient sur Terre le 10 octobre 1991.